# ناحیه پورتالگر
ناحیه پورتالگر (به پرتغالی: Distrito de Portalegre) یک منطقهٔ مسکونی در پرتغال است که در منطقه آلنتیژو واقع شده‌است. ناحیه پورتالگر ۶٬۰۶۵ کیلومتر مربع مساحت و ۱۲۷٬۰۱۸ نفر جمعیت دارد.